# Microphthalma pedalis
Microphthalma pedalis là một loài ruồi trong họ Tachinidae.